# U.S. International Challenge 2018
Die U.S. International Challenge 2018 im Badminton fand vom 18. bis zum 22. Dezember 2018 in Orange statt.

## Sieger und Platzierte
| Disziplin    | Gold                          | Silber                              | Bronze                          |
| ------------ | ----------------------------- | ----------------------------------- | ------------------------------- |
| Herreneinzel | Koki Watanabe                 | Kodai Naraoka                       | Hsu Jen-hao                     |
| Herreneinzel | Koki Watanabe                 | Kodai Naraoka                       | Yu Igarashi                     |
| Dameneinzel  | Aya Ohori                     | Talia Ng                            | Beatriz Corrales                |
| Dameneinzel  | Aya Ohori                     | Talia Ng                            | Liang Ting-yu                   |
| Herrendoppel | Lu Chia-hung Lu Chia-bin      | Phillip Chew Ryan Chew              | Hiroki Okamura Masayuki Onodera |
| Herrendoppel | Lu Chia-hung Lu Chia-bin      | Phillip Chew Ryan Chew              | Lin Yu-feng Chia-Yu Tsai        |
| Damendoppel  | Rachel Honderich Kristen Tsai | Hung Shih-han Chien Hui-Yu          | Eva Lee Paula Obanana           |
| Damendoppel  | Rachel Honderich Kristen Tsai | Hung Shih-han Chien Hui-Yu          | Hung Yi-ting Sung Shuo-yun      |
| Mixed        | Kohei Gondo Ayane Kurihara    | Natchanon Tulamok Natcha Saengchote | Joshua Hurlburt-Yu Josephine Wu |
| Mixed        | Kohei Gondo Ayane Kurihara    | Natchanon Tulamok Natcha Saengchote | Howard Shu Paula Obanana        |